# Thomas Rabitsch

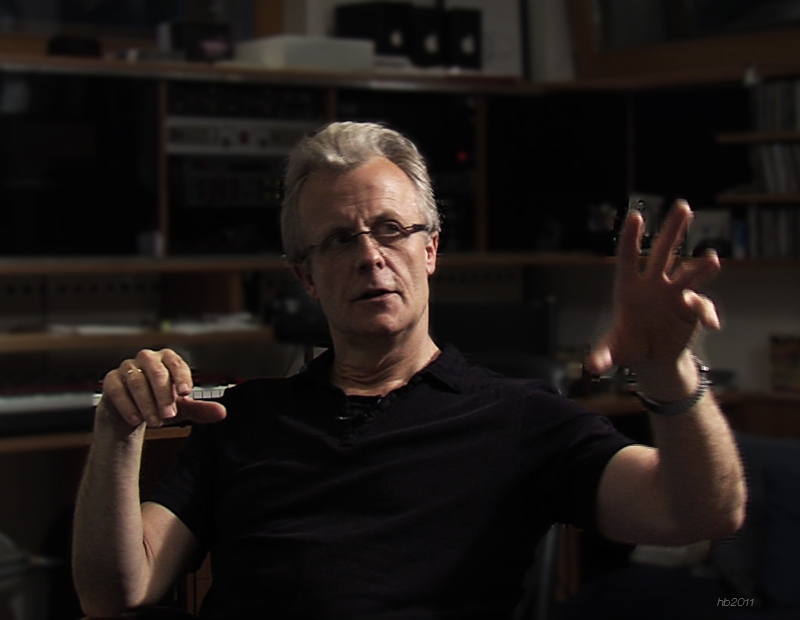
Thomas Rabitsch in seinem Studio 2011

Thomas Rabitsch (* 19. November 1956 in Wien) ist ein österreichischer Keyboarder, Komponist und Musikproduzent. Seit den 1970er Jahren ist Rabitsch für zahlreiche österreichische Bands als Keyboarder bei Liveauftritten und Studioproduktionen sowie als deren Produzent tätig.

## Leben und Karriere

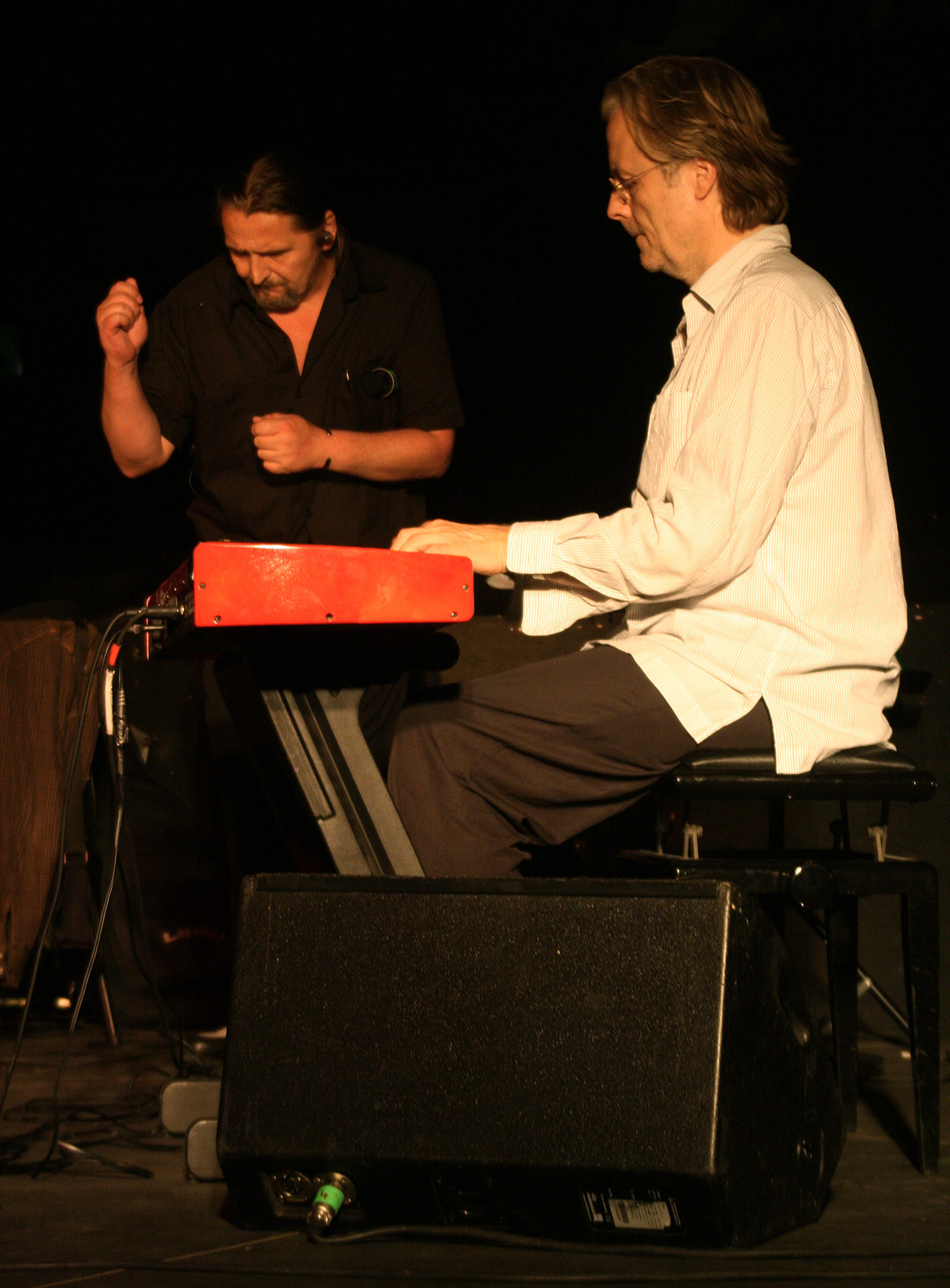
The Slow Club – Rabitsch mit Hansi Lang (Wien 2008)

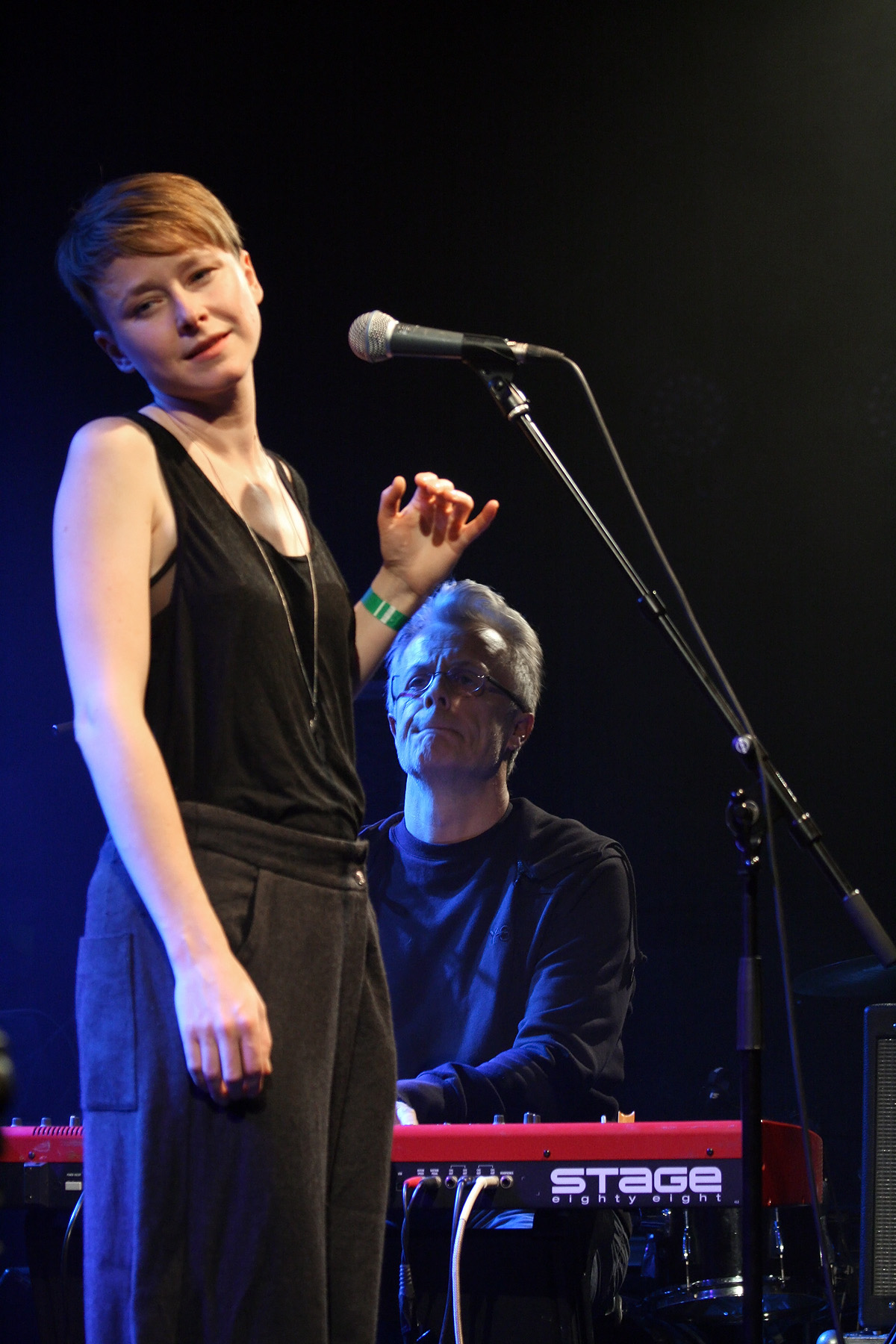
Slow Club Revisited – Rabitsch mit Violetta Parisini (Wien 2012)

Rabitsch war von 1976 bis 1977 Keyboarder der Folkrockgruppe Antipasta, die als Vorgängerband der EAV gilt. Er war Gründungsmitglied der Hallucination Company (1977 bis 1981), ab 1978 auch Mitglied der Wiener „Schock-Rocker“-Band Drahdiwaberl und künstlerischer Produzent ihrer Alben. Bei der Hallucination Company und Drahdiwaberl trat er zusammen mit dem Bassisten Hans Hölzel auf (später Falco) und begleitete diesen auf dessen Tourneen, zunächst als Live-Keyboarder/Arrangeur, später als Bandleader. In den 1980er Jahren arbeitete er mit zahlreichen bekannten Vertretern des Austropop zusammen. Von 1991 bis 1996 gehörte er der Band von Heli Deinboek an. 1990 war er Produzent des ersten österreichischen Hip-Hop-Albums Swound Vibes des Bandprojekts The Moreaus, dem etwa Peter Kruder, Rodney Hunter oder Martin Forster angehörten.
Neben seiner Arbeit als Live-Musiker produzierte Rabitsch Hörbücher, Theater- und Filmmusik etwa für F@lco – A Cyber Show, sowie Falco - Das Musical und ist mit zahlreichen Projekten – u. a. ab 2002 als musikalischer Leiter – für den Österreichischen Rundfunk (Fernsehen) tätig. Zu seinen bekannteren Projekten in diesem Bereich zählt die musikalische Leitung von Starmania, Dancing Stars, Musical – Die Show, Helden von Morgen, Die Austropop Show und Die große Chance.
Im Jahr 2004 produzierte Rabitsch die DVD des Donauinsel-Konzerts von Falco (1993) unter dem Namen L.I.V.E. Donauinsel, Rabitsch war Bandleader und Keyboarder. Im selben Jahr gründete Rabitsch mit Markus Spiegel und seiner Frau Anja das Label serious entertainment. Ebenfalls 2004 entstand die Formation The Slow Club mit Hansi Lang und Wolfgang Schlögl. Bei der Austrofred-Gala im Jahr 2006 unterstützte er Austrofred am Klavier.
Im Jahr 2007 rekonstruierte Rabitsch mit seinem Team das Konzert von Falco 1994 in Wiener Neustadt, bei dem dieser das einzige Mal mit großem Orchester auftrat. Die Bildqualität der historischen Aufnahmen wurde erheblich verbessert, alle Instrumentalstimmen der Musikbegleitung wurden neu eingespielt, nur Falcos Stimme wurde original übernommen. Das Ergebnis war die DVD Falco Symphonic, die am 1. Februar 2008 veröffentlicht wurde und sofort Platz 1 der österreichischen Charts belegte. Die DVD erhielt Platin für über 100.000 verkaufte Exemplare.
Anlässlich des Jubiläums des Donauinselfestes 2008 überarbeitete Rabitsch die Aufnahmen von Falcos Donauinsel-Konzert. Daraus entstand eine sogenannte Anniversary-Edition und kurze Zeit später Einzelversionen. Die Ausgabe Donauinsel Live erschien im Vertrieb von Sony BMG Music Entertainment und erreichte bereits in der ersten Woche Platz 1 der österreichischen Musik-DVD Charts.
Für Nadine Beiler komponierte und produzierte er die Soul-Ballade The Secret Is Love, mit der Nadine im Februar 2011 die österreichische Vorausscheidung zum Eurovision Song Contest 2011 in Düsseldorf gewann. Beim Bewerb kam The Secret Is Love ins Finale und belegte schließlich den 18. Platz. In den Jahren 2014/2015 war Rabitsch Lehrbeauftragter an der Universität für Musik und darstellende Kunst Wien.
Seit 2015 veranstaltet Rabitsch gemeinsam mit Roman Gregory die Goldfisch' Nächte im Wiener Nachtclub U4, bei denen die Originalband gemeinsam mit musikalischen Wegbegleitern Falcos Musik interpretiert. Hieraus entwickelte er im Jahr 2017 das Konzept und übernahm die musikalische Leitung für Falco: Coming Home, dem Falco-Tribute-Konzert beim Wiener Donauinselfest, bei dem nationale und internationale Künstler seine Musik in virtuellen Duetten mit dem Falken anhand des Donauinselkonzerts von 1993 interpretierten. Rabitsch produzierte die hierzu erschienene CD/DVD (Sony Music Entertainment), die 2018 Platz 1 der österreichischen Albumcharts erreichte. Ebenfalls im Jahr 2017 übernahm Rabitsch die musikalische Leitung von Falco – Das Musical, das seither durch Deutschland, Österreich und die Schweiz tourt.
In Gedenken an Hansi Lang startete Rabitsch 2018 das Projekt The Slow Club – Epilog im Wiener Rabenhof Theater, bei dem er gemeinsam mit Slow Club-Mitglied Wolfgang Schlögl (I-Wolf) und musikalischen Gästen Langs Songs erneut auf die Bühne brachte.
Darüber hinaus komponiert Rabitsch für diverse Musik- und TV-Produktionen (Diverse TV-Signations für den ORF, Tatort Sternschnuppe 2015, Under Cover – Everybody needs a Coat (Terra Mater) 2019, uvm.) Zu den Vorbildern von Rabitsch gehören Joe Zawinul, Miles Davis und John Cleese.
Thomas Rabitsch lebt und arbeitet in Wien, ist verheiratet mit Anja Rabitsch und Vater von drei Kindern. Er ist der Bruder der österreichischen Musiker Karl Christian Rabitsch (* 1951) und Bernhard Rabitsch (* 1954).

## Auszeichnungen
- 2005: Amadeus Austrian Music Award für Live Donauinsel + Stadthalle Wien in der Rubrik "Musik-DVD des Jahres"
- 2006: Amadeus Austrian Music Award für This Is The Slow Club in der Rubrik "Jazz/Blues/Folk-Album des Jahres national" mit The Slow Club
- 2014: Amadeus Austrian Music Award für Thomas David: Able in der Rubrik "Best Engineered Album"
- 2016: Goldenes Verdienstzeichen des Landes Wien[11]
- 2018: Ö1 Hörspielpreis der Kritik für Spaziergänge eines einsamen Träumers

## Projekte

### Musikalische Produktionen
- 1980: Off the bone, Harri Stojka
- 1981: Psychoterror, Drahdiwaberl
- 1981: Ganz Wien, Falco
- 1982: Keine Angst, Hansi Lang
- 1982: Ohne Ausweg, Der eiserne Vorhang
- 1982: Tight, Harri Stojka
- 1982: Mc Ronalds Massaker, Drahdiwaberl
- 1983: Werwolfromantik, Drahdiwaberl
- 1983: Wer hat hier pfui geschrien, Drahdiwaberl
- 1983: DÖF (als Koproduzent), DÖF
- 1985: Ich oder Du, Hansi Lang
- 1985: Jeannys Rache, Drahdiwaberl
- 1989: The Other Side Of Me, Gina Charito
- 1989: Das letzte Konzert, Drahdiwaberl
- 1990: Reif für den Pepi, Drahdiwaberl
- 1990: Swound Vibes, The Moreaus
- 1990: Neanderthal Man, The Moreaus
- 1991: The Worst Of Drahdiwaberl, Drahdiwaberl
- 1992: Ärger als Deix, Heli Deinboek
- 1993: Der Puls, Heli Deinboek
- 1994: So war's, i schwör's, Heli Deinboek
- 1994: Sperminator, Drahdiwaberl
- 1994: Eierkopf-Rudi, EAV
- 1996: Die letzte Ölung, Drahdiwaberl
- 1996: Deinboek singt Newman, Heli Deinboek
- 1997: Spiele Leben – live, Hansi Lang
- 1999: Verdammt wir leben noch, Falco
- 2000: Torte statt Worte (als Mitproduzent), Drahdiwaberl
- 2000: CD Falco - A Cyber Show
- 2001: Prinzessin (Single), Max Schmiedl
- 2001: Liebeslaube (Single), Max Schmiedl
- 2001: 1-13 (Single), Max Schmiedl
- 2001: Neue Heim.at, Various
- 2003: Atme tief durch, Vera Böhnisch
- 2004: L.I.V.E. Donauinsel, Falco
- 2004: Welcome To The Slow Club, The Slow Club
- 2005: This Is The Slow Club, The Slow Club
- 2005: Vernünftig gepaart, Einshoch6
- 2008: Symphonic, Falco
- 2008: Donauinsel Live (Re-Release im Vertrieb von Sony BMG), Falco
- 2008: House Of Sleep, The Slow Club
- 2009: Those Nights, Vera Böhnisch
- 2009: Grand Funk Orchestra, Hot Pants Road Club
- 2010: Shivamatik, Rohrschachpunk
- 2011: The Secret Is Love, Nadine Beiler
- 2013: Able, Thomas David
- 2014: Zwischen Zeit und Raum, Nazar
- 2014: Open Your Eyes, Harfonie
- 2015: Seven, Piccanto
- 2016: Land in Sicht, Piccanto
- 2016: Crazy Horse, Conchita Wurst
- 2018: Falco: Coming Home - The Tribute, Donauinselfest 2017

### Weitere Produktionen
- Dancing Stars - seit Staffel 1
- Die große Chance - Staffel 1–5
- Die große Chance der Chöre - Staffel 1–2
- Starmania - Staffel 1–4
- Musical - Die Show
- Helden von morgen
- ORF Great Moments - 60 Jahre Fernsehen in Österreich
- Falco - Das Musical
- ????: Produzent von A.D.
- ????: Wir wollen Alles und mehr, Starmania NG (Produzent)
- 1998: Remixes der Band Keilerkopf
- 2000: F@lco – A Cyber Show (Musical) (Produzent der CD)
- 2000: Remixes der Band Heinz aus Wien
- 2001: Diverse Produktionen für Aphrodelics
- 2002: Sprechen Sie Österreichisch? (Hörbuch) (Produzent)
- 2002: Das schaurig schönste Ding der Welt, Stermann/Grissemann (Produzent)
- 2002: Stars in Your Eyes (Single), Starmania Allstars (Coproduzent)
- 2003: Tomorrow's Heroes (Single), Starmaniacs (Produzent)
- 2003: Just A Little Love For Christmas (Titel), Starmania NG
- 2003–2009: Amadeus Austrian Music Award
- 2004: Starshine (Titel), Starmania NG (Produzent)
- 2004: My Bonnie Is Over The Ocean (Kinderlieder-CD) (Produzent)
- 2004: Licht ins Dunkel - Gala
- 2004: Gottschalk in Salzburg
- 2005: Deine Hilfe wird gebraucht, Austria for Asia (Produzent)
- 2007–2009: Romy-Gala
- 2009: Adgar-Gala
- 2015: Wer singt für Österreich - Vorausscheidung zum ESC

- Executive Producer/Coproduzent aller weiteren Starmania CDs
- Produzent von Engel, Stern und Schlittenfahrt, Die schönsten Kinderlieder, Advent & Weihnacht in Österreich

### Theatermusik
- Saitensprung (Orchesterarrangements)
- F@lco – A Cyber Show (Musikalische Leitung) Musical von Joshua Sobol, Ronacher, Wien, 1. April 2000 (Regie: Paulus Manker, mit André Eisermann, Hansi Lang, Roman Gregory, Georgij Makazaria)
- Alpenkönig und Menschenfreund (Musik zum Programm von Austrofred)
- Elvis & John, Winterreise, Romeo & Julia, Dschungelbuch, Das weite Land, Blutsbrüder, Broadway-Melodie 1492, Mundo Loco (Produzent des gleichnamigen Albums 1982), Fröhliche X-mas, Nazis im Weltraum, Na Sowas (Musik zum Kabarett-Programm von Karlheinz Hackl), Klanggarten (1983) (Rauminstallation, Musik)
- Wagner 200, Regie: Paulus Manker
- Na sowas, Kabarett-Programm Karlheinz Hackl
- Columbus Dreams, Rabenhof Theater
- Meilensteine der Philosophie, Rabenhof Theater
- Die Tagespresse Show, Rabenhof Theater
- Falco - Das Musical

### Filmmusik
- Mein Ottakring – Musik zum Dokumentarfilm, Regie und Drehbuch: Chico Klein (2012)[12]
- Tante Herthas Rindsrouladen – Musik zum Film in Zusammenarbeit mit Gerrit Wunder, Regie: Peter Gersina, Drehbuch: Anders Stenmo (2010)[12]
- Aktion C+M+B – Musik zum Film, Regie und Drehbuch: Kitty Kino (2000)[12]
- Österreich. Unser Jahrhundert – Musik zur Dokumentationsreihe des ORF (1999)[12]
- Ich oder Du – Musik zum Film, Regie: Dieter Berner, Drehbuch: Dieter Berner und Peter Mazzuchelli (1984)[12]
- Sisters of reality
- Bernhardiner & Katz
- Vienna
- Spirello
- Falco – Verdammt, wir leben noch!
- Polly Adler
- Vollidiot
- Küsse, Schüsse, Rindsrouladen
- Benatzky!
- Tatort Sternschnuppe
- Under Cover – Everybody needs a Coat